# Chaim Herzog
Pour les articles homonymes, voir Herzog.
Chaim Herzog, également retranscrit Haïm Herzog (חיים הרצוג), né à Belfast (Irlande du Nord) le 17 septembre 1918 et mort à Tel Aviv le 17 avril 1997, est un général, diplomate et homme d'État israélien. Il est le sixième président de l'État d'Israël, en poste du 5 mai 1983 au 13 mai 1993. Il est le père d'Isaac Herzog, lui-même élu président en 2021.

## Biographie

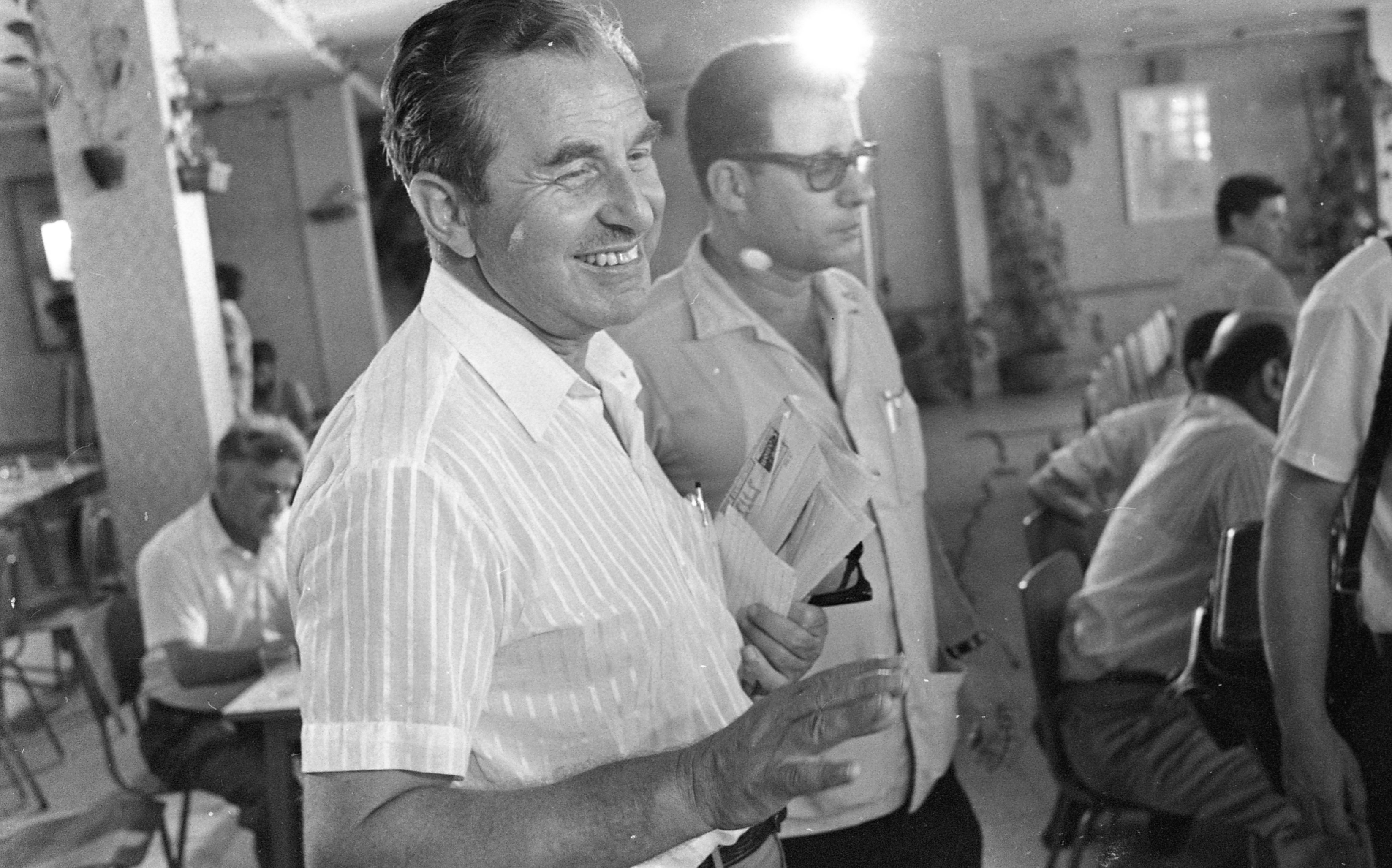
Herzog, 1969

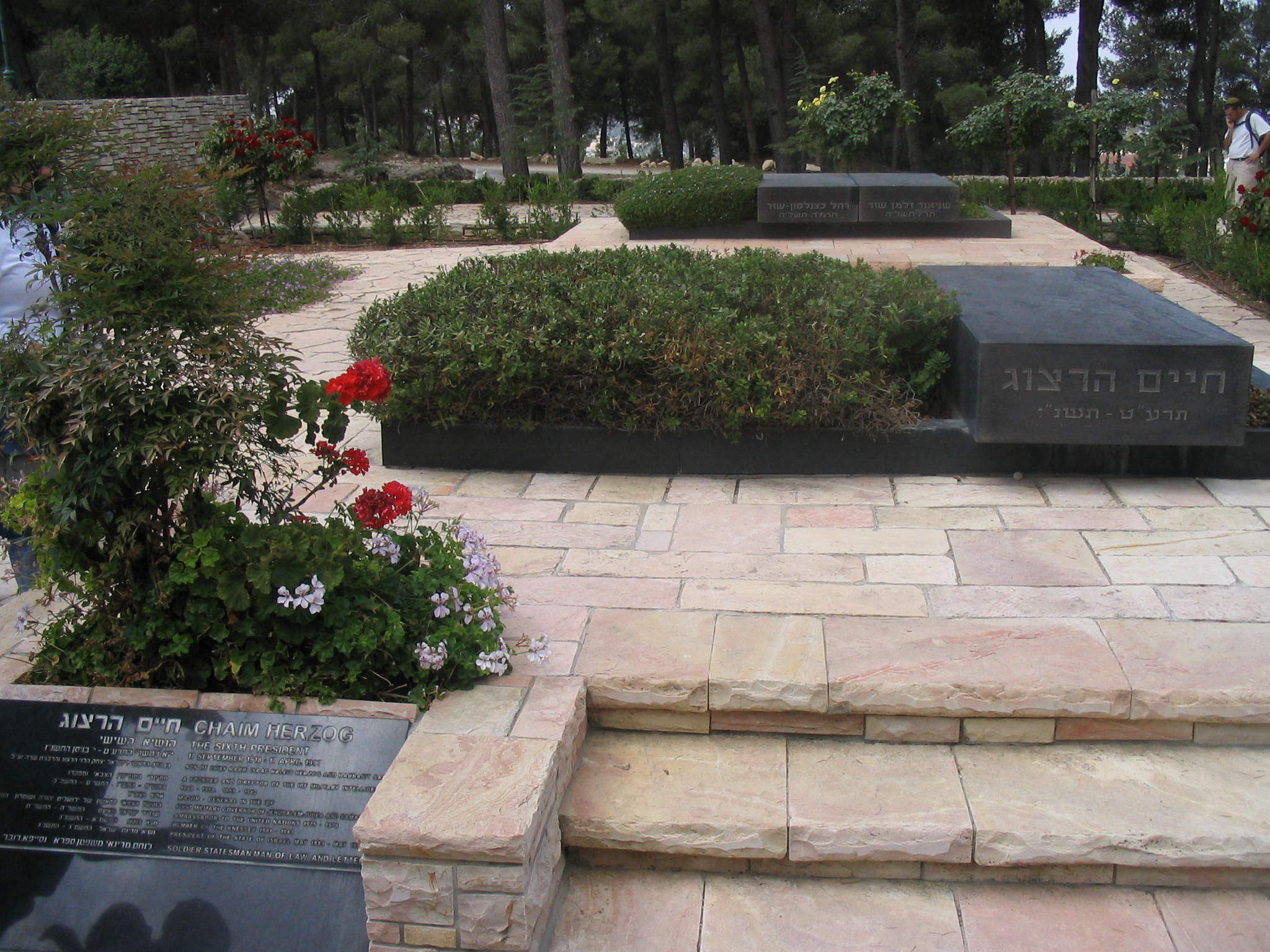
Tombe de Chaim Herzog sur le mont Herzl, Jérusalem.

Né à Belfast, en Irlande du Nord, Haïm Herzog émigra en Palestine avec sa famille, en 1935. Son père, Yitzhak HaLevi Herzog, devint grand-rabbin de la communauté juive en Palestine, fonction qu'il exerça jusqu'en 1948. Haïm Herzog étudie le droit à Jérusalem, puis à Cambridge et Londres, au Royaume-Uni. Durant la Seconde Guerre mondiale, il sert dans un régiment d'élite britannique puis dirige le service de renseignements britannique en Allemagne, où il peut identifier un prisonnier comme étant le responsable nazi Heinrich Himmler. Il participe notamment, en tant que soldat britannique, à la libération du camp de concentration nazi de Bergen-Belsen.
Après la Seconde Guerre mondiale, rentré en Palestine, il rejoint la Haganah, formation militaire juive, au sein de laquelle il participe à la lutte pour l'indépendance contre la puissance mandataire britannique. Lorsqu'est proclamée l'indépendance d'Israël, en 1948, Herzog demeure dans l'armée du nouvel État. De 1954 à 1962, il dirige le service de renseignements militaires.
Revenu à la vie civile, il devient journaliste à la radio, se faisant connaître par ses analyses militaires et politiques, notamment à l'occasion de la guerre des Six Jours, en 1967, et de la guerre du Kippour, en 1973. Il est le premier gouverneur militaire de Cisjordanie après sa conquête. Il participe au nettoyage ethnique de la Cisjordanie en organisant l’expulsion de 200 000 Palestiniens (sur les 250 à 400 000 qui ont été expulsés), ce dont il s’est vanté en 1991. En 1975, il est nommé ambassadeur d'Israël auprès des Nations unies. À ce poste, il dénonça la définition du Sionisme, adoptée par l'Assemblée générale de l'organisation, assimilant cette doctrine au racisme. Il justifie également l'intervention d'Israël, en 1976, pour libérer les Juifs retenus en otage par des terroristes en Ouganda. Son livre, Les Guerres israélo-arabes (1982) connait un grand succès. En 1981, il est élu député travailliste au Parlement israélien, la Knesset.
Le 22 mars 1983, Chaim Herzog est élu président de l'État d'Israël par 61 voix contre 57 au juge Menachem Elon. Il est réélu à ce poste honorifique le 23 février 1988, sans concurrent, avec 82 voix. C'est à ce titre qu'il assiste aux cérémonies commémorant le cinq-centième anniversaire du décret de l'Alhambra, le 31 mars 1992 à la synagogue de Madrid.

## Hommages
- Le Parc Herzog, à Dublin, est nommé en hommage à Chaim Herzog.